# Pressimage
Pressimage était un éditeur de presse indépendant français. Il a surtout édité des magazines dans le domaine de l'informatique, du jeu vidéo et du multimédia.
Elle a été acquise par Infosources (fililale de Belgacom) en 2000, et insérée dans le conglomérat IXO Publishing (en).

## Magazines édités

### Informatique
- L'Atarien (remplacé par Pokey)
- Génération PC
- MacFun (MacFun magazine CD)
- PC Junior
- Pokey (4 numéros, 1986-1987) consacré à l'Atari 8-bits
- PC Fun
- ST Magazine

### Jeu vidéo
- Banzzaï
- Gen4
- Supersonic
- Top Consoles

### Multimédia
Magazines consacrés au Multimédia rendu possible par le développement du CD-ROM.
- CD Charme
- CD Loisirs (1994-1999)
- Univers interactif